# 瓜蘇伊
20°46′33″S 41°40′44″W / 20.77583°S 41.67889°W

瓜蘇伊（葡萄牙語：Guaçuí），是巴西的城鎮，位於該國東南部，由聖埃斯皮里圖州負責管轄，始建於1928年12月25日，面積468平方公里，海拔高度590米，2010年人口27,851，人口密度每平方公里59.47人。